# خوان كروز ألفاريز
خوان كروز ألفاريز (بالإسبانية: Juan Cruz Álvarez)‏ هو سائق سيارة سباق ومهندس أرجنتيني، ولد في 20 نوفمبر 1985 في أريسيفيس ‏ في الأرجنتين.

## وصلات خارجية
- خوان كروز ألفاريز على موقع DriverDB.com (الإنجليزية)